# Panamerikanische Spiele 1963/Leichtathletik
Bei den Panamerikanischen Spielen 1963 in São Paulo (Brasilien) wurden in der Leichtathletik 33 Wettbewerbe ausgetragen, davon 23 für Männer und zehn für Frauen.

## Männer

### 100-Meter-Lauf
| Platz | Athlet             | Land | Zeit (s) |
| ----- | ------------------ | ---- | -------- |
| 1     | Enrique Figuerola  | CUB  | 10,46    |
| 2     | Arquímedes Herrera | VEN  | 10,59    |
| 3     | Ira Murchison      | USA  | 10,62    |
| 4     | Horacio Esteves    | VEN  | 10,64    |
| 5     | Gerardo Di Tolla   | PER  | 10,73    |
| 6     | Ollan Cassell      | USA  | 10,79    |

### 200-Meter-Lauf
| Platz | Athlet             | Land | Zeit (s) |
| ----- | ------------------ | ---- | -------- |
| 1     | Rafael Romero      | VEN  | 21,23    |
| 2     | Ollan Cassell      | USA  | 21,23    |
| 3     | Arquímedes Herrera | VEN  | 21,23    |
| 4     | Gerardo Di Tolla   | PER  | 21,58    |
| 5     | Clifton Bertrand   | TRI  | 21,62    |
| 6     | Manuel Rivera      | PUR  | 22,00    |

### 400-Meter-Lauf
| Platz | Athlet           | Land | Zeit (s) |
| ----- | ---------------- | ---- | -------- |
| 1     | James Johnson    | USA  | 46,80    |
| 2     | Melville Spence  | JAM  | 46,94    |
| 3     | Clifton Bertrand | TRI  | 47,43    |
| 4     | Didier Mejía     | MEX  | 48,28    |
| 5     | Hortensio Fucil  | VEN  | 48,58    |

### 800-Meter-Lauf
| Platz | Athlet          | Land | Zeit (min) |
| ----- | --------------- | ---- | ---------- |
| 1     | Don Bertoia     | CAN  | 1:48,46    |
| 2     | Sig Ohlemann    | CAN  | 1:48,63    |
| 3     | Ernie Cunliffe  | USA  | 1:48,92    |
| 4     | Paulo de Araújo | BRA  | 1:52,82    |
| 5     | Bill Dotson     | USA  | 1:57,40    |

### 1500-Meter-Lauf
| Platz | Athlet               | Land | Zeit (min) |
| ----- | -------------------- | ---- | ---------- |
| 1     | Jim Grelle           | USA  | 3:43,62    |
| 2     | Jim Beatty           | USA  | 3:43,88    |
| 3     | Don Bertoia          | CAN  | 3:55,19    |
| 4     | José Primo           | BRA  | 3:56,69    |
| 5     | Alejandro Arroyo     | ECU  | 4:00,37    |
| 6     | Albertino Etchechury | URU  | 4:02,18    |
| 7     | Jeffrey Payne        | BER  | 4:14,42    |
| 8     | José Luna            | MEX  | 4:16,21    |

### 5000-Meter-Lauf
| Platz | Athlet               | Land | Zeit (min) |
| ----- | -------------------- | ---- | ---------- |
| 1     | Osvaldo Suárez       | ARG  | 14:25,81   |
| 2     | Charley Clark        | USA  | 14:27,16   |
| 3     | Bob Schul            | USA  | 14:29,21   |
| 4     | Doug Kyle            | CAN  | 14:30,80   |
| 5     | Eligio Galicia       | MEX  | 14:37,81   |
| 6     | Ricardo Vidal        | CHI  | 14:40,87   |
| 7     | Alberto Ríos         | ARG  | 15:03,77   |
| 8     | Albertino Etchechury | URU  | 15:11,76   |

### 10.000-Meter-Lauf
| Platz | Athlet          | Land | Zeit (min) |
| ----- | --------------- | ---- | ---------- |
| 1     | Pete McArdle    | USA  | 29:52,22   |
| 2     | Osvaldo Suárez  | ARG  | 30:26,56   |
| 3     | Eligio Galicia  | MEX  | 30:27,90   |
| 4     | John Gutknecht  | USA  | 30:33,90   |
| 5     | Doug Kyle       | CAN  | 31:47,39   |
| 6     | Ricardo Vidal   | CHI  | 31:54,57   |
| 7     | João dos Santos | BRA  | 32:22,41   |

### Marathon
| Platz | Athlet          | Land | Zeit (h) |
| ----- | --------------- | ---- | -------- |
| 1     | Fidel Negrete   | MEX  | 2:27:56  |
| 2     | Gordon McKenzie | USA  | 2:31:18  |
| 3     | Pete McArdle    | USA  | 2:34:14  |
| 4     | José Campos     | BRA  | 2:42:45  |
| 5     | Dorival Silva   | BRA  | 2:45:06  |
| 6     | Pedro Alvarado  | MEX  | 2:49:06  |

### 20 km Gehen
| Platz | Athlet            | Land | Zeit (h) |
| ----- | ----------------- | ---- | -------- |
| 1     | Alex Oakley       | CAN  | 1:42:44  |
| 2     | Nicole Marrone    | CAN  | 1:46:35  |
| 3     | Ronald Zinn       | USA  | 1:49:45  |
| 4     | Ron Laird         | USA  | 1:52:09  |
| 5     | Renato Coutinho   | BRA  | 2:07:46  |
| 6     | Adalberto Fritsch | BRA  | 2:21:33  |

### 110-Meter-Hürdenlauf
| Platz | Athlet                      | Land | Zeit (s) |
| ----- | --------------------------- | ---- | -------- |
| 1     | Blaine Lindgren             | USA  | 13,8     |
| 2     | Willie May                  | USA  | 14,0     |
| 3     | Lázaro Aristides Betancourt | CUB  | 14,3     |
| 4     | Heriberto Cruz              | PUR  | 14,7     |
| 5     | Carlos Mossa                | BRA  | 16,5     |

### 400-Meter-Hürdenlauf
| Platz | Athlet                  | Land | Zeit (s) |
| ----- | ----------------------- | ---- | -------- |
| 1     | Juan Carlos Dyrzka      | ARG  | 50,32    |
| 2     | Willie Atterberry       | USA  | 50,49    |
| 3     | Russ Rogers             | USA  | 51,19    |
| 4     | Víctor Maldonado Flores | VEN  | 51,80    |
| 5     | Anubes da Silva         | BRA  | 52,13    |
| 6     | José Cavero             | PER  | 53,10    |

### 3000-Meter-Hindernislauf
| Platz | Athlet               | Land | Zeit (min) |
| ----- | -------------------- | ---- | ---------- |
| 1     | Jeff Fishback        | USA  | 9:07,9     |
| 2     | Sebastião Mendes     | BRA  | 9:12,8     |
| 3     | Albertino Etchechury | URU  | 9:17,3     |
| 4     | Alberto Ríos         | ARG  | 9:32,0     |
| 5     | Antônio de Azevedo   | BRA  | 9:42,4     |

### 4-mal-100-Meter-Staffel
| Platz | Land                | Athleten                                                       | Zeit (s) |
| ----- | ------------------- | -------------------------------------------------------------- | -------- |
| 1     | Vereinigte Staaten  | Earl Young Ollan Cassell Brooks Johnson Ira Murchison          | 40,40    |
| 2     | Venezuela           | Horacio Esteves Arquímedes Herrera Héctor Thomas Rafael Romero | 40,71    |
| 3     | Trinidad und Tobago | Anthony Jones Irving Joseph Cipriani Phillip Clifton Bertrand  | 40,87    |
| 4     | Brasilien           |                                                                | 41,23    |
| 5     | Puerto Rico         |                                                                | 42,02    |
| 6     | Kuba                |                                                                | 42,60    |

### 4-mal-400-Meter-Staffel
| Platz | Land               | Athleten                                                               | Zeit (min) |
| ----- | ------------------ | ---------------------------------------------------------------------- | ---------- |
| 1     | Vereinigte Staaten | Ollan Cassell James Johnson Richard Edmunds Earl Young                 | 3:09,62    |
| 2     | Venezuela          | Arístides Pineda Víctor Maldonado Flores Hortensio Fucil Leslie Mentor | 3:12,20    |
| 3     | Jamaika            | Anthony Carr Rupert Hoilette Melville Spence Malcolm Spence            | 3:12,61    |
| 4     | Brasilien          |                                                                        | 3:17,14    |

### Hochsprung
| Platz | Athlet            | Land | Höhe (m) |
| ----- | ----------------- | ---- | -------- |
| 1     | Gene Johnson      | USA  | 2,11     |
| 2     | Teodoro Palacios  | GUA  | 2,04     |
| 3     | Anton Norris      | BAR  | 2,04     |
| 4     | Ralph Boston      | USA  | 2,04     |
| 5     | Eleuterio Fassi   | ARG  | 1,95     |
| 6     | Roberto Abugattás | PER  | 1,95     |
| 7     | Manoel Cesar      | BRA  | 1,90     |
| 8     | Roberto Procel    | MEX  | 1,90     |

### Stabhochsprung
| Platz | Athlet            | Land | Höhe (m) |
| ----- | ----------------- | ---- | -------- |
| 1     | Dave Tork         | USA  | 4,90     |
| 2     | Henry Wadsworth   | USA  | 4,75     |
| 3     | Rubén Cruz        | PUR  | 4,30     |
| 4     | Ayrton Turini     | BRA  | 3,80     |
| 5     | Jessemon Siqueira | BRA  | 3,80     |

### Weitsprung
| Platz | Athlet           | Land | Weite (m) |
| ----- | ---------------- | ---- | --------- |
| 1     | Ralph Boston     | USA  | 8,11      |
| 2     | Darrell Horn     | USA  | 8,02      |
| 3     | Juan Muñoz       | VEN  | 7,46      |
| 4     | Roberto Procel   | MEX  | 7,31      |
| 5     | Newton de Castro | BRA  | 6,89      |
| 6     | Francisco Grasso | BRA  | 6,67      |

### Dreisprung
| Platz | Athlet           | Land | Weite (m) |
| ----- | ---------------- | ---- | --------- |
| 1     | Bill Sharpe      | USA  | 15,15     |
| 2     | Ramón López      | CUB  | 15,08     |
| 3     | Mário Gomes      | BRA  | 14,97     |
| 4     | Herman Stokes    | USA  | 14,92     |
| 5     | Silvio Moreira   | BRA  | 14,65     |
| 6     | Víctor Hernández | CUB  | 14,31     |

### Kugelstoßen
| Platz | Athlet          | Land | Weite (m) |
| ----- | --------------- | ---- | --------- |
| 1     | Dave Davis      | USA  | 18,52     |
| 2     | Billy Joe       | USA  | 17,77     |
| 3     | Luis Di Cursi   | ARG  | 16,26     |
| 4     | Lambertus Rebel | AHO  | 14,85     |
| 5     | José Jacques    | BRA  | 14,29     |
| 6     | Darcy María     | BRA  | 13,78     |

### Diskuswurf
| Platz | Athlet           | Land | Weite (m) |
| ----- | ---------------- | ---- | --------- |
| 1     | Bob Humphreys    | USA  | 57,82     |
| 2     | Dave Davis       | USA  | 51,05     |
| 3     | Lambertus Rebel  | AHO  | 49,78     |
| 4     | Modesto Mederos  | CUB  | 48,22     |
| 5     | Héctor Menacho   | PER  | 47,60     |
| 6     | João Alexandre   | BRA  | 45,16     |
| 7     | Luis Di Cursi    | ARG  | 44,02     |
| 8     | Cláudio Romanini | BRA  | 43,63     |

### Hammerwurf
| Platz | Athlet           | Land | Weite (m) |
| ----- | ---------------- | ---- | --------- |
| 1     | Albert Hall      | USA  | 62,74     |
| 2     | Jim Pryde        | USA  | 58,56     |
| 3     | Roberto Chapchap | BRA  | 57,92     |
| 4     | Enrique Samuells | CUB  | 56,21     |
| 5     | Lido Crispieri   | CHI  | 54,67     |
| 6     | Bruno Strohmeier | BRA  | 53,04     |

### Speerwurf
| Platz | Athlet            | Land | Weite (m) |
| ----- | ----------------- | ---- | --------- |
| 1     | Dan Studney       | USA  | 75,60     |
| 2     | Nick Kovalakides  | USA  | 73,71     |
| 3     | Walter de Almeida | BRA  | 64,61     |
| 4     | Luis Zárate       | PER  | 64,31     |
| 5     | Orlando Garrido   | BRA  | 61,16     |
| 6     | Jesús Rodríguez   | VEN  | 61,05     |
| 7     | Ricardo Héber     | ARG  | 60,22     |

### Zehnkampf
| Platz | Athlet             | Land | Punkte |
| ----- | ------------------ | ---- | ------ |
| 1     | J. D. Martin       | USA  | 7335   |
| 2     | Bill Gairdner      | CAN  | 6812   |
| 3     | Héctor Thomas      | VEN  | 6751   |
| 4     | Russ Hodge         | USA  | 6331   |
| 5     | Cleomenes da Cunha | BRA  | 6236   |
| 6     | Roberto Caravaca   | VEN  | 5845   |
| 7     | Marseno Martins    | BRA  | 5820   |

## Frauen

### 100-Meter-Lauf
| Platz | Athletin         | Land | Zeit (s) |
| ----- | ---------------- | ---- | -------- |
| 1     | Edith McGuire    | USA  | 11,65    |
| 2     | Miguelina Cobián | CUB  | 11,69    |
| 3     | Marilyn White    | USA  | 11,85    |
| 4     | Jean Holmes      | PAN  | 12,00    |
| 5     | Fulgencia Romay  | CUB  | 12,01    |
| 6     | Maureen Bardoe   | CAN  | 12,09    |

### 200-Meter-Lauf
| Platz | Athletin         | Land | Zeit (s) |
| ----- | ---------------- | ---- | -------- |
| 1     | Vivian Brown     | USA  | 23,9     |
| 2     | Miguelina Cobián | CUB  | 24,0     |
| 3     | Lorraine Dunn    | PAN  | 24,7     |
| 4     | Norma Harris     | USA  | 25,3     |
| 5     | Fulgencia Romay  | CUB  | 25,4     |
| 6     | Josefina Sobers  | PAN  | 26,0     |

### 800-Meter-Lauf
| Platz | Athletin            | Land | Zeit (min) |
| ----- | ------------------- | ---- | ---------- |
| 1     | Abby Hoffman        | CAN  | 2:10,27    |
| 2     | Leah Bennett Ferris | USA  | 2:13,79    |
| 3     | Noreen Deuling      | CAN  | 2:14,98    |
| 4     | Cynthia Hegarty     | USA  | 2:17,41    |
| 5     | María José de Lima  | BRA  | 2:22,70    |
| 6     | Aleida Polledo      | CUB  | 2:30,92    |
| 7     | Mercedes Barbosa    | MEX  | 2:32,96    |
| 8     | Eliana Gaete        | CHI  | 2:33,87    |

### 80-Meter-Hürdenlauf
| Platz | Athletin         | Land | Zeit (s) |
| ----- | ---------------- | ---- | -------- |
| 1     | Jo Ann Terry     | USA  | 11,37    |
| 2     | Jenny Wingerson  | CAN  | 11,48    |
| 3     | Wanda dos Santos | BRA  | 11,50    |
| 4     | Lorraine Dunn    | PAN  | 11,65    |
| 5     | Leda dos Santos  | BRA  | 12,05    |

### 4-mal-100-Meter-Staffel
| Platz | Land               | Athletinnen                                                    | Zeit (s) |
| ----- | ------------------ | -------------------------------------------------------------- | -------- |
| 1     | Vereinigte Staaten | Vivian Brown Willye White Norma Harris Marilyn White           | 45,72    |
| 2     | Kuba               | Miguelina Cobián Irene Martínez Nereida Borges Fulgencia Romay | 46,44    |
| 3     | Brasilien          | Edir Ribeiro Ignes Pimenta Erica da Silva Leontina dos Santos  | 48,18    |
| 4     | Panama             |                                                                | 48,31    |

### Hochsprung
| Platz | Athletin            | Land | Höhe (m) |
| ----- | ------------------- | ---- | -------- |
| 1     | Eleanor Montgomery  | USA  | 1,68     |
| 2     | Dianne Gerace       | CAN  | 1,65     |
| 3     | Patsy Callender     | BAR  | 1,62     |
| 4     | Maria da Conceição  | BRA  | 1,59     |
| 5     | Aída dos Santos     | BRA  | 1,53     |
| 6     | Estelle Baskerville | USA  | 1,53     |
| 7     | Sandra Barr         | CAN  | 1,53     |
| 8     | Hilda Fabré         | CUB  | 1,50     |

### Weitsprung
| Platz | Athletin         | Land | Weite (m) |
| ----- | ---------------- | ---- | --------- |
| 1     | Willye White     | USA  | 6,15      |
| 2     | Iris dos Santos  | BRA  | 5,65      |
| 3     | Edith McGuire    | USA  | 5,48      |
| 4     | Gisela Vidal     | VEN  | 5,42      |
| 5     | Irene Martínez   | CUB  | 5,39      |
| 6     | Dianne Gerace    | CAN  | 5,25      |
| 7     | Patsy Callender  | BAR  | 5,17      |
| 8     | Joanne Rootsaert | CAN  | 5,07      |

### Kugelstoßen
| Platz | Athletin         | Land | Weite (m) |
| ----- | ---------------- | ---- | --------- |
| 1     | Nancy McCredie   | CAN  | 15,32     |
| 2     | Cynthia Wyatt    | USA  | 14,27     |
| 3     | Sharon Shepherd  | USA  | 14,10     |
| 4     | Vera Trezoitko   | BRA  | 12,87     |
| 5     | Ingeborg Pfüller | ARG  | 12,26     |
| 6     | Maria Caldeira   | BRA  | 11,31     |

### Diskuswurf
| Platz | Athletin         | Land | Weite (m) |
| ----- | ---------------- | ---- | --------- |
| 1     | Nancy McCredie   | CAN  | 50,18     |
| 2     | Ingeborg Pfüller | ARG  | 47,83     |
| 3     | Sharon Shepherd  | USA  | 47,29     |
| 4     | Caridad Agüero   | CUB  | 45,02     |
| 5     | Miriam Yutronic  | CHI  | 42,69     |
| 6     | Cynthia Wyatt    | USA  | 42,32     |
| 7     | Odete Domingos   | BRA  | 40,43     |
| 8     | Iris dos Santos  | BRA  | 39,48     |

### Speerwurf
| Platz | Athletin          | Land | Weite (m) |
| ----- | ----------------- | ---- | --------- |
| 1     | Marlene Ahrens    | CHI  | 49,93     |
| 2     | Frances Davenport | USA  | 47,22     |
| 3     | Iris dos Santos   | BRA  | 35,51     |
| 4     | Pat Dobie         | CAN  | 35,22     |